# المقومة (بكيل المير)

تعديل مصدري - تعديل

المقومة هي إحدى قرى عزلة عزمان بمديرية بكيل المير التابعة لمحافظة حجة، بلغ تعداد سكانها 421 نسمة حسب تعداد اليمن لعام 2004.